# Shayna Baszler
Shayna Andrea Baszler (* 8. August 1980 in Sioux Falls, South Dakota) ist eine US-amerikanische Wrestlerin und ehemalige Mixed-Martial-Arts-Kämpferin. Sie trat von 2017 bis 2025 im WWE SmackDown der World Wrestling Entertainment (WWE) an.

## Leben

### Anfänge in MMA
Shayna Baszler wuchs in Sioux Falls, South Dakota auf. Ihr Vater ist deutscher Abstammung, während ihre Mutter chinesische Vorfahren hat.
Shayna Baszler besuchte die MidAmerica Nazarene University, an der sie Theologie studierte. Kurz nach ihrem Abschluss begann sie jedoch MMA zu trainieren. Ihr Trainer wurde der ehemalige UFC-Kämpfer Josh Barnett und der Catch-Wrestler Billy Robinson. Neben dem MMA-Training arbeitete Barnett auch an Baszlers Persönlichkeit und schulte sie für Interviews. Er riet ihr dazu, eine Gitarre mit zum MMA-Käfig zu nehmen als Zeichen für eine aufgeschlossene und direkte Persönlichkeit. Die Gitarre von ESP sollte bei der UFC zu ihrem Markenzeichen werden. Außerdem gab er ihr den Spitznamen „Queen of Spades“, der auf den Kartentricks basierte, die sie ab und an zeigte.
Ihren ersten Profikampf hatte Shayna Baszler am 3. Juni 2006 gegen Amanda Buckner bei Mix Fighting Championship. Dort unterlag sie ihrer Kontrahentin nach einem technischen KO. Ihr zweiter Kampf fand wieder bei New Fight Films a, 10. März 2007 statt. Sie gewann gegen Samantha Anderson mit dem Kimura, einem Armbeugehebel, den Masahiko Kimura im Judo einführte und der von da an ihr Markenzeichen wurde.

### Elite XC und Strikeforce (2007–2010)
Am 27. Juli 2007 debütierte sie für die Organisation Elite Xtreme Combat. Dort gewann sie innerhalb eines Jahres drei Kämpfe gegen Jan Finney, Jennifer Tate und Keiko Tamai und stieg so zu den Topkämpfern der Liga auf. Bei der von CBS ausgestrahlten Großveranstaltung EliteXC: Unfinished Business am 26. Juli 2008 unterlag sie Cris Cyborg per TKO. Nachdem EliteXC a, 20. Oktober 2008 schloss, wechselte Baszler zu Strikeforce. Dort hatte sie zwei Kämpfe. Am 19. Juni 2009 verlor sie gegen Sarah Kaufman per Schiedsrichterentscheid. Am 30. Januar 2010 trat sie gegen Megumi Yabushita an und gewann per Submission.

### Verschiedenen Organisationen und Invicta Fighting Championships (2012–2013)
Von 2010 bis 2012 trat sie bei verschiedenen Organisationen an. Ihr größter Erfolg war der Gewinn der TCI Women’s 140 lbs Championship und der FCF Women's Bantamweight Grand Prix Championship.
2012 trat Baszler für Invicta Fighting Championships. Ihr erster Kampf war gegen Sara McMann als Hauptkampf des Abends am 28. Juli 2012 bei Invicta FC 2: Baszler vs. McMann. Sie verlor nach einer kontroversen Schiedsrichterentscheidung. Am 6. Oktober 2012 besiegte sie Sarah D’Alelio und am 5. Januar 2013 unterlag sie Alexis Davis.

### Ultimate Fighting Championship (2013–2015)
2013 kam sie zu Ultimate Fighting Championship, wo sie in der Fernsehserie The Ultimate Fighter: Team Rousey vs. Team Tate auftrat. Ronda Rousey wählte sie nach einem Kampf gegen Colleen Schneider in ihr Team. Sie verlor jedoch ihren ersten Kampf gegen Julianna Peña. Auch bei der nächsten Staffel der Serie The Ultimate Fighter Nations: Canada vs. Australia sollte sie antreten, musste jedoch wegen einer verletzung zurückziehen.
Anschließend trat sie bei UFC 177 an und verlor dort gegen Bethe Correia. Auch bei der UFC Fight Night 62 blieb sie erfolglos und verlor gegen Amanda Nunes. Anschließend bat sie um ihre Entlassung, um eine Karriere im Wrestling zu verfolgen.

### Anfänge im Wrestling
Am 1. März 2015 feierte Shayna Baszler ihr Debüt bei der ROH 13th Anniversary Show von Ring of Honor (ROH), als sie das Tag-Team ReDRagon (Bobby Fish und Kyle O’Reilly) zum Ring begleitete und nach ihrem Match eine Promo abhielt. Ihr In-Ring-Debüt hatte sie am 26. September 2015 bei Quintessential Pro Wrestling (QPG) in Reno Nevada. Ihren ersten Kampf gegen Cheerleader Melissa musste sie verlieren und wurde nach dem Match von Nicole Matthews angegriffen, mit der sie anschließend fehdete. Anschließend trat sie auch noch bei Absolute Intense Wrestlin (AIW), World Wonder Ring Stardom und Shimmer Women Athletes an, wo sie Mercedes Martinez kennen lernte, die sie von da ab neben Josh Barnett ebenfalls trainierte.

### World Wrestling Entertainment (ab 2017)
Am 13. Juli 2017 trat Baszler erstmals für World Wrestling Entertainment (WWE) an. Sie war Teil des Tournaments Mae Young Classics und unterlag im Finale Kairi Sane. Anschließend unterschrieb sie bei WWE NXT und trainierte im WWE Performance Center. Ihr Debüt bei NXT hatte sie am 27. Dezember 2017, als sie Kairi Sane attackierte. In ihrem ersten Match am 10. Januar 2018 besiegte sie Dakota Kai. Es begann eine Fehde mit Ember Moon, die schließlich mit dem Gewinn der NXT Women’s Championship beim NXT TakeOver: New Orleans endete. Den Titel verlor sie nach 133 Tagen gegen Kairi Sane, gewann jedoch ein Rematch und wurde damit erste zweimalige Championess des Titels. Sie hielt den Titel ganze 416 Tage. bevor sie ihn am 18. Dezember 2019 gegen Rhea Ripley verlor. Zusammen mit der 133-tägigen ersten Regentschaft brach sie damit Asukas Rekord von 523 Tagen. Im Jahr 2020 debütierte sie im Main Roster bei Raw.
Am 30. August 2020 gewann sie zusammen mit Nia Jax die WWE Women’s Tag Team Championship. Hierfür besiegten sie Bayley und Sasha Banks. Die Regentschaft hielt 112 Tage und verloren die Titel am 20. Dezember 2020 bei TLC: Tables, Ladders & Chairs an Asuka und Charlotte Flair.
Am 31. Januar 2021 gewannen sie die Titel zurück, hierfür besiegten sie Asuka und Charlotte Flair. Die Regentschaft hielt 103 Tage und verloren die Titel, schlussendlich am 14. Mai 2021 an Natalya und Tamina. Am 4. Oktober 2021 wurde sie beim WWE Draft zu SmackDown gedraftet. Am 29. Mai 2023 gewann sie zusammen mit Ronda Rousey die WWE Women’s Tag Team Championship. Hierfür besiegten sie Raquel Rodriguez & Shotzi, Bayley & Iyo Sky und Sonya Deville & Chelsea Green um die vakanten Titel zu gewinnen. Die Regentschaft hielt 33 Tage und verloren die Titel, schlussendlich am 1. Juli 2023 an Raquel Rodriguez und Liv Morgan.
Am 2. Mai 2025 wurde sie von WWE entlassen.

## Titel und Auszeichnungen

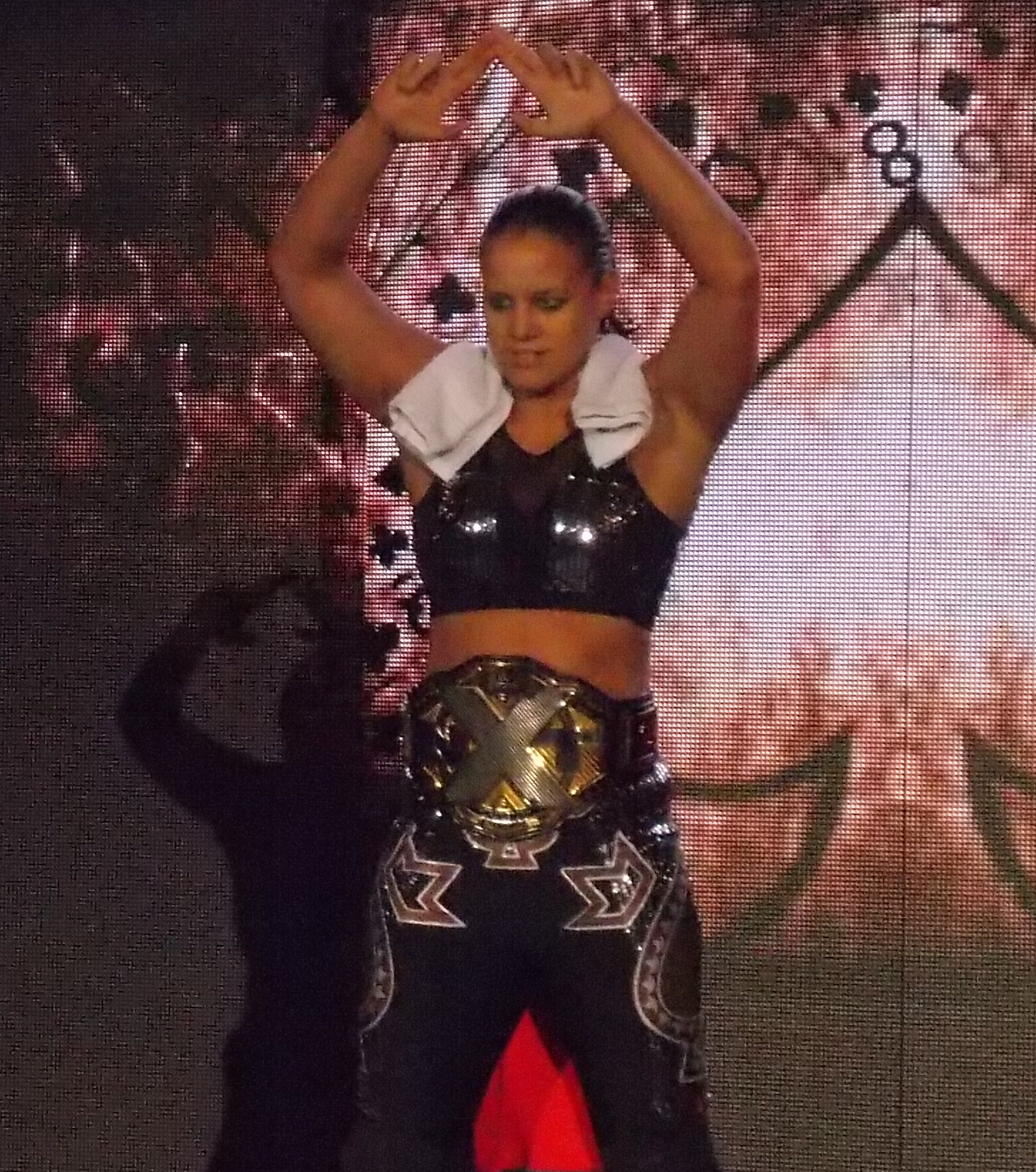
Baszler ist eine zweifache NXT Women’s Champion und hielt den Titel zweimal für insgesamt 549 Tage

### Mixed Martial Arts
- Freestyle Cage Fighting
  - 1× FCF Women's Bantamweight Grand Prix Champion

- Invicta FC
  - 2× Fight of the Night jeweils 1× gegen Sara McMann und Alexis Davis

- The Cage Inc.
  - 1× TCI Women's 140 lbs Champion (erste Titelträgerin)

### Wrestling
- Absolute Intense Wrestling
  - 1× AIW Women’s Champion[26]

- DDT Pro-Wrestling
  - 1× Ironman Heavymetalweight Champion[27]

- New Horizon Pro Wrestling
  - 1× IndyGurlz Australian Champion[28][29]
  - 2017: Global Conflict Shield Tournament Siegerin[30]

- Premier Wrestling
  - 1× Premier Women’s Champion[31]

- Quintessential Pro Wrestling
  - 1× QPW Women’s Champion[32]

- World Wrestling Entertainment
  - 2× NXT Women’s Champion
  - 3× WWE Women’s Tag Team Champion  (2× mit Nia Jax und 1× mit Ronda Rousey)